# August Annist

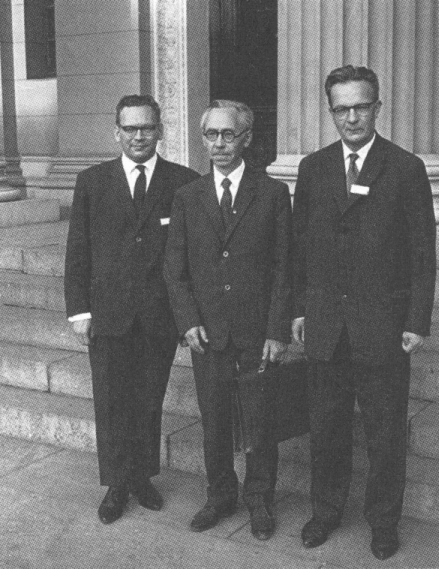
August Annist (Mitte) mit seinen Kollegen Ülo Tedre (links) und Matti Kuusi 1965 in Helsinki.

August Annist (bis 1936 August Anni; * 16. Januarjul. / 28. Januar 1899greg. in Võisiku; † 6. April 1972 in Tallinn) war ein estnischer Literaturwissenschaftler, Übersetzer, Folklorist und Lyriker.

## Leben
August Annist besuchte die Grundschule in Leie-Lätkalu (heute Teil von Kolga-Jaani, Kreis Viljandi) und die Kirchspielschule in Kolga-Jaani. Er nahm am Estnischen Freiheitskrieg (1918–1920) gegen Sowjetrussland teil. Von 1918 bis 1923 studierte er an der Universität Tartu. Die Jahre von 1924 bis 1927 verbrachte er als Stipendiat an den Universitäten von Helsinki, Bonn und Paris.
Von 1929 bis 1945 war August Annist Dozent an der Universität Tartu. 1934 promovierte er mit einer Arbeit über das estnische Nationalepos Kalevipoeg. Von 1931 bis 1940 zeichnete Annist für die populärwissenschaftliche Buchreihe Elav Teadus („Lebende Wissenschaft“) verantwortlich.
Tragischerweise wurden zahlreiche Manuskripte Annists während des Zweiten Weltkriegs vernichtet. 1942 erschien in Finnland unter dem Pseudonym Jaan Siiras ein Bericht über die Verbrechen der sowjetischen Besetzung Estlands unter dem Titel Viro neuvostokurimuksessa. Die wahre Identität des Autors wurde erst in den 1980er Jahren gelüftet.
Mit der sowjetischen Besetzung wurde Annist 1945 verhaftet und in Valga und Harku inhaftiert. Er kam erst 1951 frei. In den 1950er Jahren war er als freischaffender Übersetzer und Literaturwissenschaftler tätig. Von 1958 bis 1971 war Annist als Mitarbeiter beim Institut für Sprache und Literatur der Akademie der Wissenschaften der Estnischen SSR beschäftigt.
Als Literaturwissenschaftler hat sich Annist vornehmlich mit der estnischen Literatur des 19. Jahrhunderts beschäftigt. Daneben standen die estnische Volksdichtung und das estnische Nationalepos Kalevipoeg im Mittelpunkt seines Interesses. Annist übersetzte die finnischen Epen Kanteletar (1930/31) und  Kalevala (1939 und 1959) sowie Homers Ilias (1960) und Odyssee (1963) ins Estnische. Bedeutend waren auch seine Übersetzungen altrussischer Bylinen. Daneben schrieb Annist selbst Gedichte, die er an altestnische Reigenverse anlehnte.

## Werke
Die bekannteste Arbeit von August Annist ist sein dreibändiges Standardwerk über das estnische Nationalepos Kalevipoeg, das unter dem Titel Fr. R. Kreutzwaldi „Kalevipoeg“ erschien:
- 1. Band: Kalevipoeg eesti rahvaluules (1935)
- 2. Band: „Kalevipoja“ saamislugu (1936)
- 3. Band: „Kalevipoeg“ kui kunstiteos (1944)

Von August Annist wurden drei größere Lyrikwerke veröffentlicht:
- Lauluema Mari (1966)
- Karske Pirita, maheda Mareta ja mehetapja Maie lood (1970)
- Udres Kudres, Päeva poeg (1990)

## Privatleben
August Annist war mit der Historikerin Linda Annist verheiratet. Das Paar hatte drei Töchter.